# Броди, Дэйв
Дэвид Литч Смелли (Дэйв) Броди (англ. David Leitch Smellie (Dave) Brodie; 29 мая 1910, Бархед, Ренфрушир — 6 июня 1996, Глазго) — шотландский и британский хоккеист на траве, вратарь. Серебряный призёр летних Олимпийских игр 1948 года.

## Биография
Дэйв Броди родился 29 мая 1910 года в британском городе Бархед.
Первоначально занимался футболом, также действовал на позиции вратаря. Играл в хоккей на траве за «Бэбкок энд Уилкокс» из Ренфру.
Дебютировал в сборной Шотландии в 1947 году в 37-летнем возрасте.
В 1948 году вошёл в состав сборной Великобритании по хоккею на траве на летних Олимпийских играх в Лондоне и завоевал серебряную медаль. Играл на позиции вратаря, провёл 5 матчей, пропустил 4 мяча от сборной Индии. Капитан индийцев Кишан Лал высоко оценил игру Броди в финале, назвав его самым замечательным вратарём, против которого он когда-либо играл.
В течение карьеры провёл за сборную Шотландии 17 матчей.
Умер 6 июня 1996 года в британском городе Глазго.